# Есторил (роман)
Есторил је ратни роман српског писца Дејана Тијагa Станковића. Роман је преведен на више светских језика и награђен је у Србији и Великој Британији, а у Португалији је ушао у програм школске лектире.

## О аутору
Главни чланак: Дејан Тијаго Станковић
Дејан Тијаго Станковић био је по струци архитекта, али се архитектуром никада није бавио. Прво се бавио превођењем књижевних дела, касније је почео да пише на српском и на португалском језику. Дејан је своја дела почео да објављује тек у својим четрдесетим годинама. Прво је објавио књигу приповедака Одакле сам била, више нисам, а затим роман Есторил. Дејан је рођен у Београду, живео је и радио у Лисабону, где је и преминуо 21. децембра 2022. године.

## Радња романа
Радња романа се дешава у чувеном хотелу Есторил у близини Лисабона који је за време Другог светског рата, био центар главних догађаја по Европу и свету и у том хотелу су боравиле многе познате личности. Током 1940. године, у Португалији се водио колико толико нормалан живот, захваљујући неутралној политици Салазара, португалског државника. Док су се у хотелу Есторил окупљали прогнаници из читаве Европе, краљеви, писци, шаховски велемајстори, милијардери, дипломате, шпијуни. Свима њима услугу је пружио управник хотела Блек са својим особљем. У роману се преплиће судбина јеврејског дечака Габија, који чека долазак своје породице из окупиране Француске са животима чувеног писца Егзиперија, свргнутог румунског краља Карола и двоструког шпијуна Душка Попова. Интересантан је лик Душка Попова, двоструког агента-шпијуна, нашег порекла, којег ће упознати Јан Флеминг и којем ће бити узор за лик Џејмса Бонда. Душко Попов је био немачко-британски агент, имао је  важну улогу у догађајима пред јапанско бомбардовање америчке војне луке Перл Харбор и савезничко искрцавање у Нормандији. Дружио се у Лисабону и Европи с Јованом Дучићем, Милошем Црњанским и Егзиперијем.

## Награде
Роман “Есторил” Дејана Тијага Станковића добио две награде, прва је награда Бранко Ћопић за 2015. годину, а друга је награда Удружења историјских писаца у Великој Британији Debut Crown за 2018. годину.